# Víctor García (metteur en scène)
 (décembre 2024).
 (avril 2022).
La mise en forme du texte ne suit pas les recommandations de Wikipédia : il faut le « wikifier ».
Les points d'amélioration suivants sont les cas les plus fréquents. Le détail des points à revoir est peut-être précisé sur la page de discussion.
- Les titres sont pré-formatés par le logiciel. Ils ne sont ni en capitales, ni en gras.
- Le texte ne doit pas être écrit en capitales (les noms de famille non plus), ni en gras, ni en italique, ni en « petit »…
- Le gras n'est utilisé que pour surligner le titre de l'article dans l'introduction, une seule fois.
- L'italique est rarement utilisé : mots en langue étrangère, titres d'œuvres, noms de bateaux, etc.
- Les citations ne sont pas en italique mais en corps de texte normal. Elles sont entourées par des guillemets français : « et ».
- Les listes à puces sont à éviter, des paragraphes rédigés étant largement préférés. Les tableaux sont à réserver à la présentation de données structurées (résultats, etc.).
- Les appels de note de bas de page (petits chiffres en exposant, introduits par l'outil «  Source ») sont à placer entre la fin de phrase et le point final[comme ça].
- Les liens internes (vers d'autres articles de Wikipédia) sont à choisir avec parcimonie. Créez des liens vers des articles approfondissant le sujet. Les termes génériques sans rapport avec le sujet sont à éviter, ainsi que les répétitions de liens vers un même terme.
- Les liens externes sont à placer uniquement dans une section « Liens externes », à la fin de l'article. Ces liens sont à choisir avec parcimonie suivant les règles définies. Si un lien sert de source à l'article, son insertion dans le texte est à faire par les notes de bas de page.
- La présentation des références doit suivre les conventions bibliographiques. Il est recommandé d'utiliser les modèles {{Ouvrage}}, {{Chapitre}}, {{Article}}, {{Lien web}} et/ou {{Bibliographie}}. Le mode d'édition visuel peut mettre en forme automatiquement les références.
- Insérer une infobox (cadre d'informations à droite) n'est pas obligatoire pour parachever la mise en page.

Pour une aide détaillée, merci de consulter Aide:Wikification.
Si vous pensez que ces points ont été résolus, vous pouvez retirer ce bandeau et améliorer la mise en forme d'un autre article.
Pour les articles homonymes, voir Víctor García et García.
Víctor García (né Pedro Víctor García Patta) est un acteur et metteur en scène argentin avant-gardiste né à San Miguel de Tucumán le 16 décembre 1934 et mort à Paris le 28 août 1982. Il a vécu au Brésil, en Espagne et en France, où il a développé son œuvre,.

## Biographie

### Études et débuts théâtraux
Víctor García a étudié au Gymnasium de l'Université Nationale de Tucuman. Avec des anciens élèves de cette école (dont le pianiste Miguel Ángel Estrella) et des écoles Normale et Sarmiento, il crée en mars 1954 le Teatro Estable de la Peña El Cardón, au sous-sol du bar Colón. Il étudie l'art dramatique, les beaux arts et la médecine.

### Premiers succès
Il arrive en Europe au début des années 1960, et dès 1963 il met en scène Ubu roi d'Alfred Jarry, avec une scénographie de Jérôme Savary. En 1967, il fait forte impression au Brésil avec ses mises en scène au Théâtre Ruth Escobar. Il se fait connaître dans toute l'Europe avec sa mise en scène de Le Cimetière des voitures de Fernando Arrabal, avec laquelle il devient une référence du théâtre d'avant-garde. Fernando Arrabal dira de lui : « la révolution du théâtre moderne, malgré son mérite, ce n'est pas Artaud qui l'a pas faite, mais le tucuman Víctor García ».

### Reconnaissance internationale
Son travail de metteur en scène s'est partagé entre Madrid, Buenos Aires et Paris, et son travail est considéré comme fondamental dans le renouvellement du théâtre espagnol pendant la période de la transition espagnole. Ses mises en scène de Les Bonnes de Jean Genet (1969), Yerma de Federico García Lorca (1971) et Divins mots de Ramón de la Vallée-Inclán (1971) pour la compagnie de Núria Espert se distinguent particulièrement. L'illustre actrice espagnole a dit : « Víctor García était un génie qui a coupé en deux l'histoire du théâtre contemporain. Il a été comme une flamme destructive et rénovatrice ». Il a remporté en 1973 le Drama Desk Awards du meilleur metteur en scène et de la meilleure création scénographique pour Yerma,.
Il a aussi travaillé au Portugal, en Belgique et en Irak. Sa dernière mise en scène fut Calderón, d'après des textes de Calderón de la Barca, en 1981.
Tous les deux ans à Tucumán, le Festival International de Théâtre Expérimental Víctor García a lieu en son honneur.

### Fin de vie
Il meurt à Paris en 1982. Il souffrait d'une cirrhose hépatique et est mort d'une infection dont on ne connaît pas la cause.